# Magny-les-Hameaux
Magny-les-Hameaux é uma comuna francesa na região administrativa da Île-de-France, no departamento de Yvelines. A comuna possui 7800 habitantes segundo o censo de 1990.